# Eilema contradicta
Eilema contradicta là một loài bướm đêm thuộc phân họ Arctiinae, họ Erebidae.